# Tubenbelüftungsstörung
Bei der Tubenbelüftungsstörung (obstruktive Tubendysfunktion) handelt es sich um einen eingeschränkten oder fehlenden Luftdruckausgleich zwischen Mittelohr und Nasenrachenraum. Die Erkrankung kann akut (akuter Tubenmittelohrkatarrh) oder in chronischer Form auftreten.
Die Tuba auditiva (Eustachi-Röhre) – auch Ohrtrompete genannt – verbindet das Mittelohr mit dem Nasenrachen. Sie besteht aus einem längeren knorpeligen Teil auf der Seite des Nasenrachenraums und einem kurzen knöchernen Teil in Richtung des Trommelfells. Sie öffnet und schließt sich bei jedem Schluckvorgang (oft begleitet von einem Knackgeräusch) und stellt so den Druckausgleich her. Gelingt dies nicht, bleibt ein Druckgefühl oder dumpfes Hören bestehen.
Die Tubenbelüftungsstörung entsteht durch mehrere, sich manchmal ergänzende Faktoren. Eine zunächst vorhandene Schleimhautschwellung kann zu einer Schleimhautwucherung auswachsen. Diese kann zu einer Verengung bis hin zu einem Verschluss des Tubengangs führen. Ursachen können eine chronische Entzündung oder auch eine Allergie sein. Auch Schleimhautveränderungen wie Nasenpolypen können zu einem mangelhaften Luft- und Sekretaustausch zwischen Mittelohr und Nasenrachenraum führen.

## Symptomatik
Symptome der Tubenbelüftungsstörung können eine Verminderung des Hörempfindens, Schwindel, Ohrgeräusche oder auch Ohrenschmerzen sein. Besonders stark werden die Symptome bei schnellen Änderungen des Luftdrucks (Liftfahrt, Berg- oder Talfahrt, Druckstöße im Zuge einer Tunneldurchfahrt, Start und Landung beim Fliegen, Tauchen) wahrgenommen.
Unbehandelt können die Folgen eine chronische Mittelohrentzündung (chronische Otitis media) oder sogar ein kompletter Hörverlust durch Zerstörung der Mittelohrstrukturen sein. Die Krankheitshäufigkeit einer Tubenventilationsstörung beträgt ca. 1 % der erwachsenen Bevölkerung. Durch verschiedene klinische HNO-Untersuchungen wie unter anderem ein Hörtest, CT-Untersuchungen oder die Tubenmanometrie, bei der die Messung der Durchgängigkeit der Tuben unter erhöhtem Luftdruck erfolgt, kann diese Erkrankung diagnostiziert werden.

## Diagnostik
Zur Diagnostik einer Tubenbelüftungsstörung gehört neben der Eigen- und Fremdanamnese auch eine ohrmikroskopische Untersuchung. Dabei können Flüssigkeitsansammlungen im Mittelohr oder Adhäsivprozesse des Trommelfells festgestellt werden. Zur weiterführenden Diagnostik wird der Nasen-Rachenraum untersucht, um mögliche Infekte oder pathologische Veränderungen, wie eine Veränderung des Nasenseptums feststellen zu können. Bei Erwachsenen mit einem persistierenden, einseitigen Paukenerguss sollte eine Diagnostik des Nasenrachens und der Tubenregion zum Tumorausschluss durchgeführt werden.
Zu den funktionsdiagnostischen Untersuchungen gehören die Stimmgabeltests nach Weber und Rinne sowie die Tonaudiometrie. Zusätzlich kann eine Tympanometrie und eine Tubenmanometrie (TMM) nach Estève durchgeführt werden, da diese Untersuchungen objektive Messverfahren der Audiologie sind.

## Therapie
Die konservative Therapie besteht in einer Stärkung der muskulären Tubenöffnung durch Valsalva-Manöver, Nasenspülungen sowie abschwellenden Nasensprays, um die Durchgängigkeit der Tube und des Mittelohrs zu verbessern.
Bei einem fortgeschrittenen Erkrankungsverlauf (chronische Otitis media) erfolgt eine Parazentese des Trommelfells, wahlweise mit oder ohne Einsetzen eines Paukenröhrchens. Ziel ist es, das Mittelohr wieder zu belüften und dem Sekret eine Abflussmöglichkeit zu geben. Bei einer größeren Flüssigkeitsansammlung wird diese abgesaugt.
Neben der konservativen, medikamentösen Therapie besteht eine weitere Möglichkeit, die obstruktive Tubenventilationsstörung zu behandeln. Diese Behandlungsmethode wird vor allem bei Patienten mit einer langwierigen und chronischen Mittelohrerkrankung (Seromukotympanon) durchgeführt, die weder durch eine medikamentöse Therapie noch eine Parazentese eine klinische Besserung erfahren haben. Mit Hilfe eines Ballonkatheters wird unter endoskopischer Sicht das nasopharyngeale Tubenostium katheterisiert und für einen Zeitraum von 2 Minuten und einem Druck von 10 bar dilatiert. Lange Zeit fehlte in den Studien eine Kontrollgruppe, da viele Placebo-kontrolliert durchgeführt worden sind. Die neuen Studienergebnisse zeigen einen signifikanten Behandlungserfolg, wenn beide Therapieoptionen in Kombination durchgeführt werden.

## Komplikationen (mögliche krankheitsbedingte Folgen)
- Verzögerte Sprachentwicklung bei Kindern (aufgrund lang anhaltender Schwerhörigkeit)
- Akut eitrige Otitis media
- toxische Innenohrschwerhörigkeit
- Veränderungen der Trommelfellstruktur im Sinne einer glasigen (hyalinen) Degeneration
- Vernarbungen oder Verkalkungen der Mittelohrschleimhaut
- Bildung von atrophischen Retraktionstaschen des Trommelfells mit der Gefahr eines sich später entwickelnden Cholesteatoms